# Eurysthea hirta
Eurysthea hirta är en skalbaggsart som först beskrevs av Kirby 1818.  Eurysthea hirta ingår i släktet Eurysthea och familjen långhorningar.
Artens utbredningsområde är:
- Paraguay.
- Uruguay.

Inga underarter finns listade i Catalogue of Life.